# Operazione Roller Coaster
La serie di test nucleari denominata Operazione Roller Coaster si riferisce alle esercitazioni condotte dagli Stati Uniti d'America e dal Regno Unito in diverse aree del poligono denominato Tonopah Test Range, dal 15 maggio al 9 giugno 1964.
Benché, come previsto, non siano avvenute detonazioni nucleari, questi sono considerati dal ministero della difesa statunitense, gli ultimi test nucleari atmosferici effettuati dagli Stati Uniti d'America.

## Scopo
Le esercitazioni facenti parte dell'operazione, che può essere considerata succeditrice delle operazioni Project 56, Project 57 e Plumbbob, non videro alcuna detonazione nucleare, bensì, esse ebbero lo scopo di valutare la diffusione di particelle radioattive nell'ambiente circostante e la loro influenza sulla fauna ivi presente, nell'evenienza dello scoppio di una bomba sporca, vale a dire un'arma radiologica costituita da materiale radioattivo ed esplosivo convenzionale ed avente lo scopo di contaminare l'area attorno all'agente di dispersione/esplosione convenzionale, o della detonazione accidentale di una bomba nucleare che avesse coinvolto il solo esplosivo convenzionale, nonché di valutare l'efficacia delle strutture sotterranee di stoccaggio degli ordigni nel contenere sia le suddette detonazioni che l'eventuale dispersione di particelle. Per questo, nei momenti immediatamente successivi all'esecuzione di ognuno dei quattro test, furono effettuati campionamenti del suolo e dell'aria su un'area variabile dai 23 ai 180 chilometri quadrati, a seconda del test, con anche l'ausilio, in tre casi su quattro, di migliaia di palloni dotati di campionatore e ancorati al suolo. A questi furono poi affiancati rivelatori di particelle alfa e gamma, sia installati nelle aree circostanti i test che su veicoli, nonché vari esemplari di cani, pecore e asini, su cui valutare gli effetti dell'esposizione a una concentrazione nota di plutonio nell'aria.
Il risultato ultimo dell'operazione fu quindi l'affinazione dei modelli teorici di diffusione delle nuvole di particelle radioattive nonché l'approntamento di una base per l'elaborazione di standard condivisi tra Stati Uniti e Regno Unito per lo stoccaggio, il trasporto e la gestione di armi al plutonio.

## Progettazione dei test

### Double Tracks
Il test Double Tracks, effettuato il 15 maggio 1963 dopo vari rinvii dovuti alle condizioni meteo, fu progettato per indagare le caratteristiche del materiale particolato contenente plutonio e uranio rilasciato dalla detonazione di una delle lenti esplosive in un ordigno nucleare posto all'altezza di un piede sopra una superficie di calcestruzzo con un'anima di acciaio, nonché di misurarne l'assorbimento biologico e il metabolismo in esseri viventi, disposti attorno all'ordigno a formare tre archi di diverso raggio, ossia 158,75 m, 222,25 m e 292,1 m, ma medesimo centro.

Dall'ordigno, i cui dettagli sono protetti da segreto militare, ma di cui è stato affermato che fosse appositamente modificato per far avvenire l'esplosione e posto all'interno di un contenitore in alluminio, fu rimosso tutto l'uranio arricchito, che fu sostituito con uranio impoverito, nonché ogni sistema di iniziazione.

### Clean Slate
Nel test Clean Slate I, furono fatti detonare nove ordigni disposti a formare un quadrato. Di questi, che furono fatti esplodere all'aperto e in sequenza il 25 maggio 1963, uno era uguale a quello utilizzato nel test Double Tracks sebbene mentre gli altri otto erano sfere di esplosivo ad alto potenziale.
Nei due test Clean Slate II e Clean Slate III, condotti rispettivamente il 31 maggio e il 9 giugno 1963, furono utilizzati 19 ordigni, uno contenente plutonio e gli altri diciotto contenente uranio impoverito. Nel caso del Clean Slate II, le detonazioni avvennero in un singolo magazzino, in gergo chiamato igloo, costruito in superficie ma coperto da uno strato di due piedi di terra, ossia circa 60 centimetri, di terra, e costituito da un solo locale, mentre nel caso del Clean Slate III, le detonazioni avvennero in un igloo diviso in due parti, una delle quali contenente alcuni strumenti di misura, anch'esso costruito in superficie ma coperto da uno strato di terra spesso otto piedi, ossia circa 244 centimetri.

## Test
| Nome            | Data e ora (UT)          | Fuso orario locale | Sito                                      | Altitudine + quota | Modalità, Scopo                           | Tipo di ordigno | Potenza            | Fallout                       | Fonti                      | Note                                                                                                |
| --------------- | ------------------------ | ------------------ | ----------------------------------------- | ------------------ | ----------------------------------------- | --------------- | ------------------ | ----------------------------- | -------------------------- | --------------------------------------------------------------------------------------------------- |
| Double Tracks   | 15 maggio 1963, 09:55:?? | PST (-8 ore)       | Tonopah Test Range 37.70527°N 116.98715°W | 1518 m + 0         | Superficiale, test di sicurezza/trasporto |                 | Nessuna esplosione |                               | [ 9 ] [ 10 ] [ 11 ] [ 12 ] | Test di stoccaggio e trasporto in sicurezza volto a misurare il rischio di dispersione di plutonio. |
| Clean Slate I   | 25 maggio 1963, 11:17:?? | PST (-8 ore)       | Tonopah Test Range 37.70853°N 116.65786°W | 1645 m + 0         | Superficiale, test di sicurezza/trasporto |                 | Nessuna esplosione | Rilevato al di fuori del sito | [ 9 ] [ 10 ] [ 11 ] [ 12 ] | Test di stoccaggio e trasporto in sicurezza volto a misurare il rischio di dispersione di plutonio. |
| Clean Slate II  | 31 maggio 1963, 10:14:?? | PST (-8 ore)       | Tonopah Test Range 37.7614°N 116.61378°W  | 1683 m + 0         | Superficiale, test di sicurezza/trasporto |                 | Nessuna esplosione |                               | [ 9 ] [ 10 ] [ 11 ] [ 12 ] | Test di stoccaggio e trasporto in sicurezza volto a misurare il rischio di dispersione di plutonio. |
| Clean Slate III | 9 giugno 1963, 10:30:??  | PST (-8 ore)       | Tonopah Test Range 37.75914°N 116.68123°W | 1645 m + 0         | Superficiale, test di sicurezza/trasporto |                 | Nessuna esplosione | Rilevato al di fuori del sito | [ 9 ] [ 10 ] [ 11 ] [ 12 ] | Test di stoccaggio e trasporto in sicurezza volto a misurare il rischio di dispersione di plutonio. |

1. ↑  Gli Stati Uniti d'America, la Francia e il Regno Unito chiamano ogni loro singolo test con un nome in codice, mentre Unione Sovietica e Cina, salvo rari casi, non lo fanno, quindi i loro test sono identificati solo da numeri. Un trattino seguito da un numero indica un membro di un test a salve.
2. ↑  Per convertire l'ora universale in ora locale, si deve aggiungere alla prima il numero tra parentesi.
3. ↑  Nome del luogo e corrispettive coordinate. Nel caso di test missilistici, viene indicato il luogo di lancio del missile prima del luogo della detonazione. Mentre alcune località possono essere indicate con sicurezza, nel caso, ad esempio, di esplosioni in alta atmosfera, le indicazioni possono essere piuttosto inaccurate.
4. ↑  Con "altitudine" si intende l'altezza rispetto al livello del mare del terreno posto direttamente sotto l'esplosione, mentre con "quota" si intende la distanza tra tale punto e l'esplosione. Nel caso di test missilistici, il livello del terreno è indicato con "N/A". L'assenza di numeri o altre indicazioni sta a significare che il valore è sconosciuto.
5. ↑  L'energia liberata espressa in chilotoni e megatoni.